# Dwór w Szerzynach
Dwór w Szerzynach – zabytkowy dwór wybudowany w połowie XVI w., znajdujący się w miejscowości Szerzyny.

## Opis
W latach 50. XVI w. wzniesiono w Szerzynach wieżowy dwór dla starosty bieckiego Jana Ocieskiego.    Pod koniec XVI w. jak podają niektóre źródła, jedna z jego sal była miejscem nabożeństw arian, którzy przybyli do Szerzyn z centrum w Lusławicach koło Zakliczyna. W XVIII w. został powiększony, między innymi przez nadbudowę drewnianego piętra, staraniem Stefana Uniatyckiego. W początkach XX w. pojawiła się po zachodniej stronie fasady południowej loggia na wysokim arkadowym podmurowaniu i schody prowadzące na piętro. Zrobił to ostatni właściciel dworku do 1911 – Jan Kochanowski. W latach 1976–1980 odrestaurowany i częściowo przebudowany. Loggię znacznie przekształcono, rozciągając ją na całą długość elewacji południowej i chowając pod okapem nowego dachu. Wewnątrz piwnice i pomieszczenia parteru, w części zachodniej nakryte sklepieniami kolebkowymi, pozostałe pomieszczenia zaś drewnianymi stropami o profilowanych belkach. W przejściach kamienne portale z końca XVI wieku, a w przejściu do piwnicy półkolisty portal kamienny. Od frontu na poziomie piętra piękny taras widokowy. Całość nakryta dachem czterospadowym z blachy. Parter dworu posiadał podwójny strop. Została w nim ukryta polska radiostacja, przy pomocy której partyzanci zaskoczyli i rozgromili hitlerowski oddział na Gilowej Górze.
W 1924 dwór podczas licytacji dóbr został zakupiony przez Parafię Szerzyny.

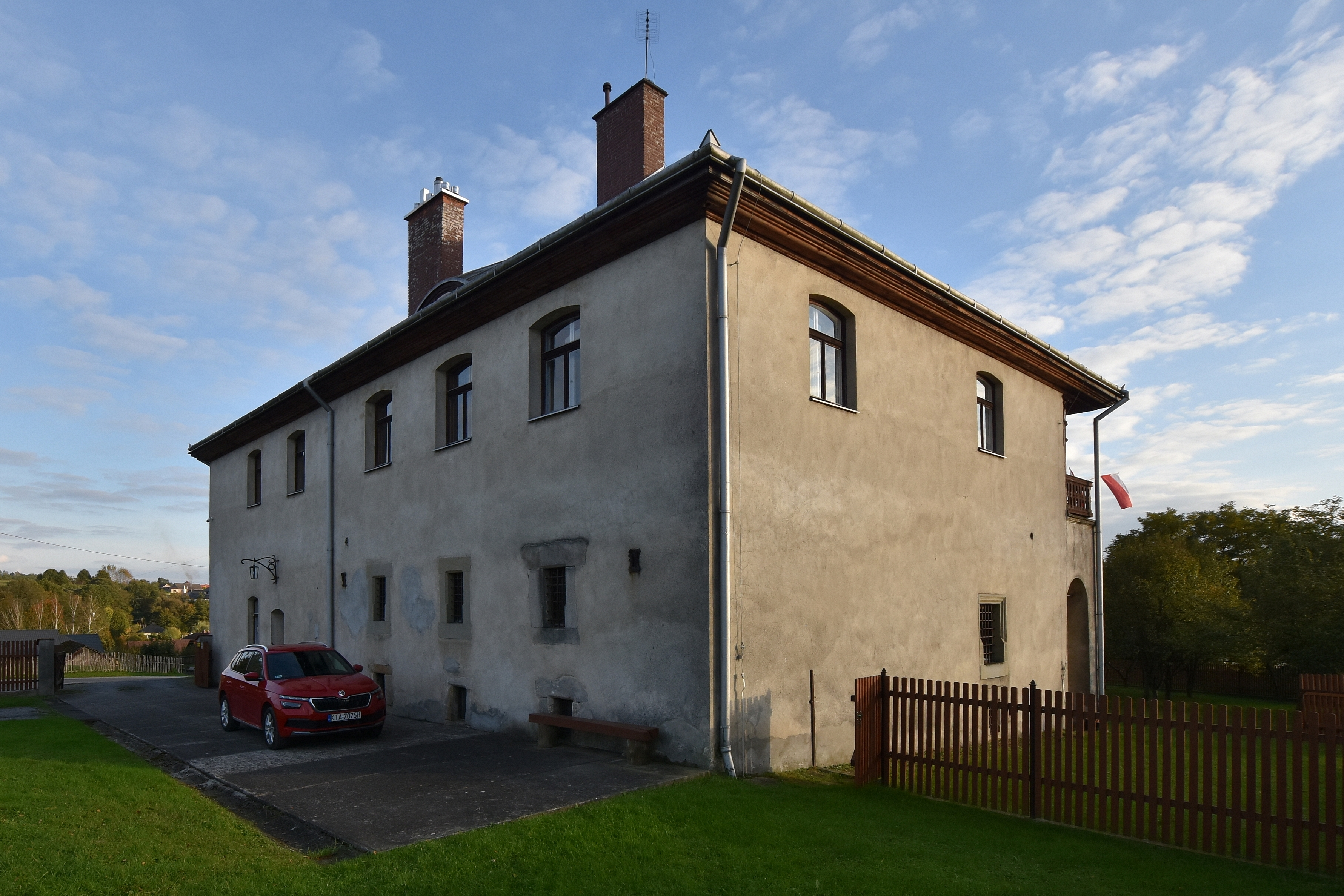
Elewacja północno-wschodnia
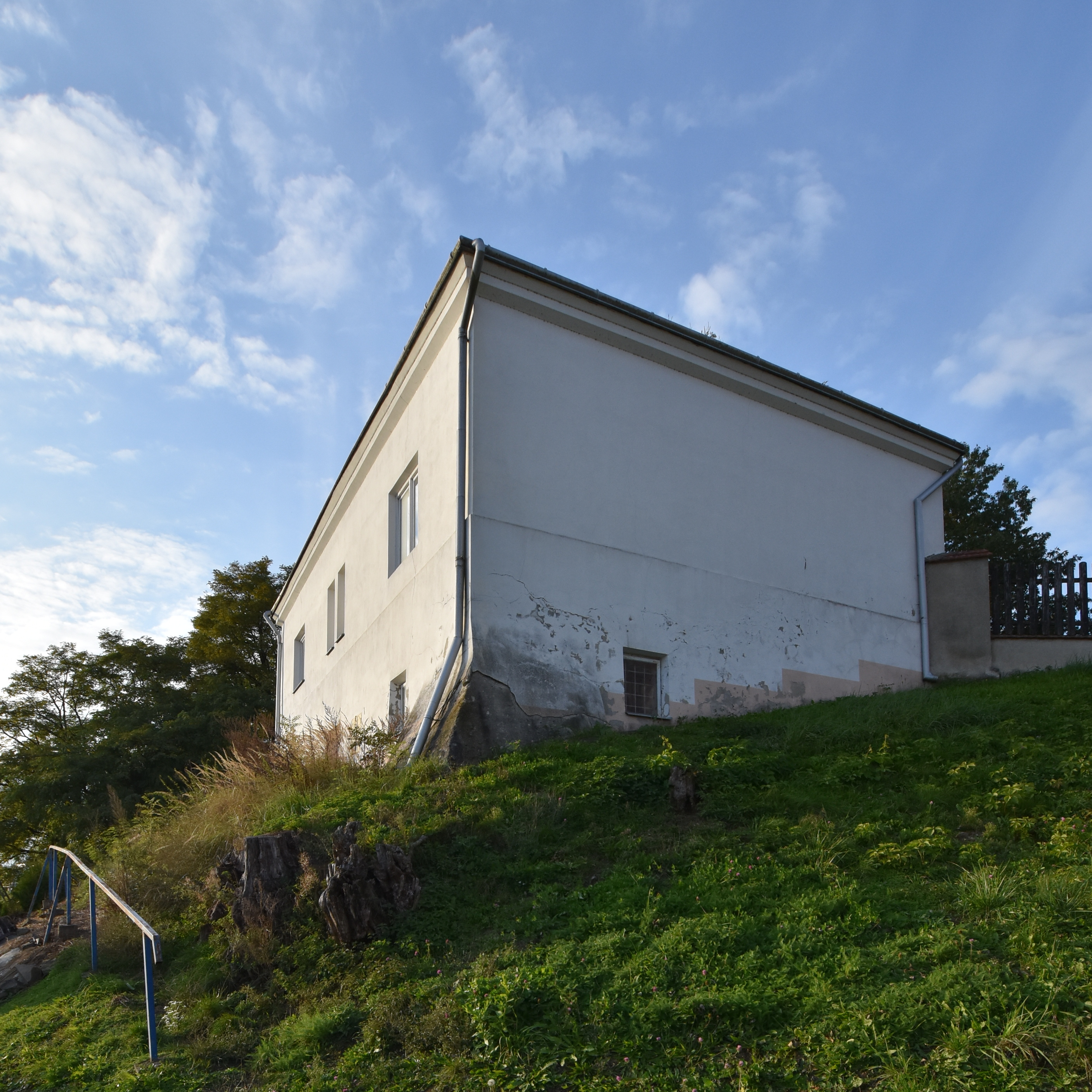
Oficyna dworska